# WinFS
WinFS er arbejdstitlen på et program, der er ved at blive udviklet af Microsoft så det kan bruges i Microsoft Windows. Det er en relationel database, der set fra operativsystemet fungerer som et filsystem. Det er ikke et nyt format til at gemme data på harddisken som f.eks. NTFS er.
Med WinFS kan man oprette en mappe hvor man både kan gemme filer og objekter. Objekterne kan være kontaktpersoner, emails osv. og deres typer er gemt i XML-filer. Det er planen at WinFS skal have 20-24 forskellige typer objekter indbygget fra starten.
I et traditionelt filsystem gemmes alle filer i et hierarkisk system af mapper (en træstruktur). Man kan kun placere en fysisk fil i en bestemt mappe. Man kan sige at en fil kun kan have relation til en mappe. Med WinFS kan en fil have relationer til vilkårligt mange mapper. Det betyder f.eks. at en billedfil både kan ligge i mappen "billeder af Dorte" og i mappen "sommer 2005" og "billeder af Peter". Det giver meget bedre mulighed for at strukturere sine data.
Formålet med WinFS at er give nogle af de muligheder til filsystemet man ellers normalt kun har i en relationel database. Det gøres ved at man kan knytte metadata til sine filer og lave relationer mellem objekter og filer. Man kan derefter søge på tværs af alle ens objekter og filer.
For at det for alvor skal give mening at bruge WinFS skal ens programmer gemme sine data i de nye objekttyper. Det er endnu for tidligt at sige noget om hvilke programmer der vil kommer som vil udnytte de nye muligheder med WinFS.
Fysisk gemmer WinFS filer i NTFS. WinFS virker derfor som et lag ovenpå NTFS.

## Navnet og historie
Arbejdstitlen WinFS er en forkortelse af Windows Future Storage men det vil ikke være navnet på det endelig produkt; Windows Storage Foundation er det mest sandsynlige bud på det endelig navn.
I 1992 var der en forgænger med navnet Object File System (OFS), som det var planen skulle være en del af en ikke nærmere præciseret version af Windows med arbejdstitlen Cairo. OFS blev aldrig del af nogen udgave af Windows.
WinFS blev ikke en del af Windows Vista som det ellers var påtænkt. En betaversion af systemet blev 29. august 2005 gjort tilgængelig for udviklere gennem MSDN, Microsoft Developer Network. Der medfulgte et program Microsoft Rave, der viste hvordan WinFS kunne bruges til at synkronisere alle typer af data mellem to maskiner i et lokalt netværk. Der forventes at komme yderligere to betaversioner i 2006 og den fulde version forventes tidligst at udkommer i 2007.
Betaversionen af WinFS kan installeres på Windows XP, Windows 2003 og Windows Vista.
| Operativsystem | Spire Denne artikel relateret til styresystemer er en spire som bør udbygges. Du er velkommen til at hjælpe Wikipedia ved at udvide den. |